# Andreas Miller

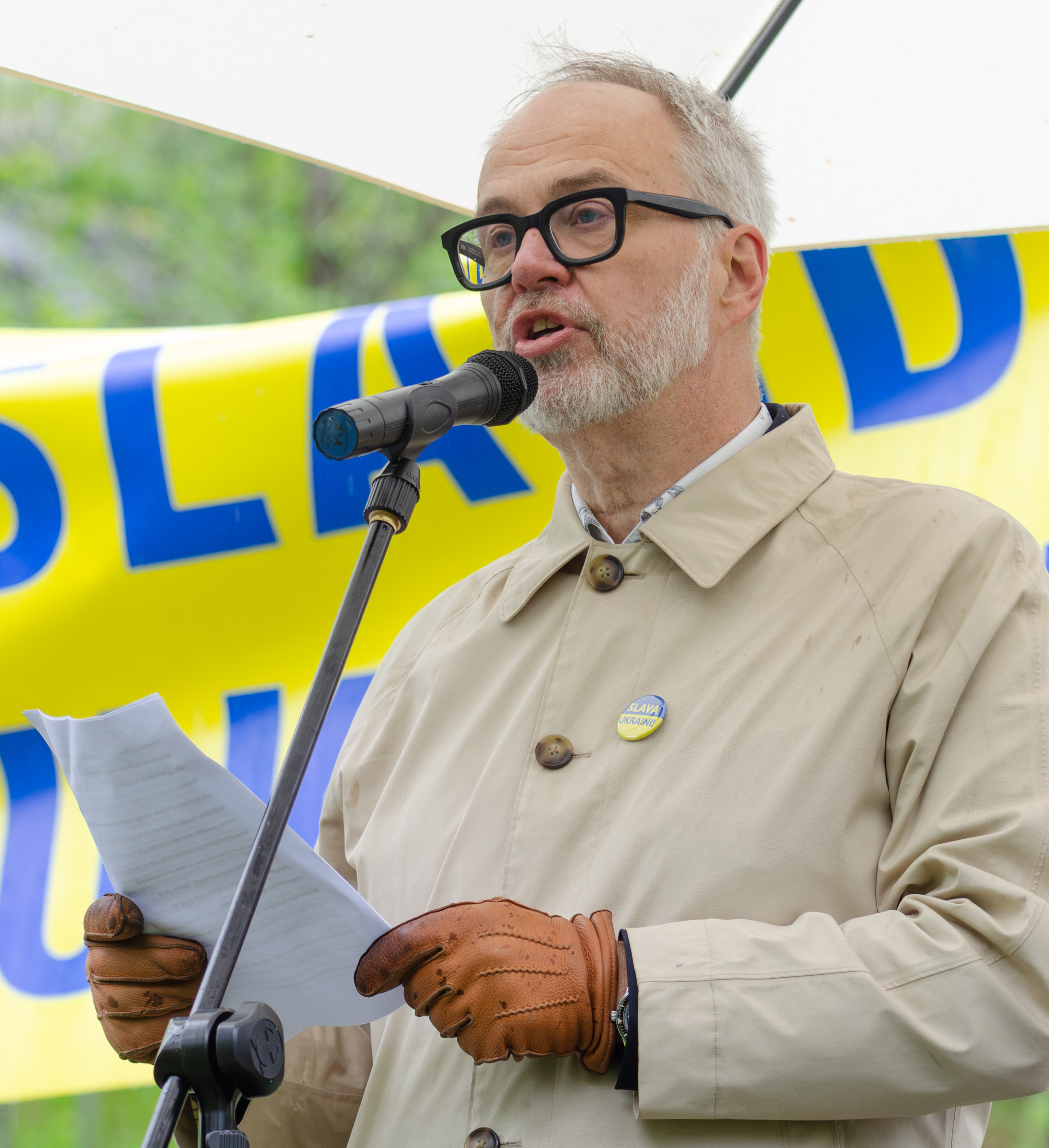
Andreas Miller under en manifestation 2023 vid Fria Ukrainas plats utanför Rysslands ambassad i Stockholm.

Andreas Miller, född 28 november 1964 i Jönköping och uppväxt i Bankeryd, är en svensk journalist och fackföreningsledare. År 2018 tillträdde han som förbundsordförande för den fackliga organisationen Ledarna.. Han har studerat litteraturvetenskap, statskunskap, religionsvetenskap, och freds- och konfliktkunskap vid Uppsala Universitet samt chefsaspirantutbildning inom IFL (numera SSE Executive Education).
Andreas Miller har jobbat 25 år på Sveriges Radio, bland annat som programledare och producent på radioprogrammen Människor och Tro och  Studio Ett i P1. Dessutom har han varit redaktionschef vid Samhällsredaktionen, P1 (2002–2006), kanalchef på P4 Uppland (2006–2015), Vetenskapsradion (2011–2015) och P4 Stockholm, P5 STHLM, P4 Extra och Vaken (2015–2018). Under nio år har han varit ordförande för Medieledarna, en branschförening inom Ledarna.